# Bachtijar Achmedov
Bachtijar Šachabutdinovič Achmedov (in russo Бахтияр Шахабутдинович Ахмедов?; Bujnaksk, 5 agosto 1987) è un lottatore russo, specializzato nella lotta libera.
Nel 2008 ha conquistato la medaglia d'argento alle Olimpiadi svoltesi a Pechino, ma nel 2016, dopo la squalifica definitiva dell'uzbeko Artur Tajmazov, gli viene assegnata la medaglia d'oro, nella categoria 120 kg.

## Palmarès

### Olimpiadi
- 1 medaglia:
  - 1 oro (Pechino 2008 nei 120 kg)